# Deadhorse
Deadhorse ist eine Siedlung auf gemeindefreiem Gebiet (Unincorporated Community) am Dalton Highway im US-amerikanischen Bundesstaat Alaska. Deadhorse besteht hauptsächlich aus Unterkünften für die Ölarbeiter im nahegelegenen Prudhoe Bay, dem größten Erdölvorkommen der USA.
Der Ort ist über den Flughafen Deadhorse erreichbar; dieser hat den IATA-Flughafencode SCC. Die Start- und Landebahn ist 2 Kilometer lang und 45 Meter breit.

## Geschichte
Deadhorse erschien beim United States Census 1970 als „unincorporated village“. 1980 wurde Deadhorse ein census-designated place (CDP). Beim Zensus 1990 tauchte das CDP letztmals auf. Nach 2000 ging Deadhorse in das Prudhoe Bay CDP auf.